# Митениця
Ми́тениця (болг. Мътеница) — село в Пловдивській області Болгарії. Входить до складу общини Хисаря.

## Населення
За даними перепису населення 2011 року у селі проживали 97 осіб, з них 92 особи (98,9%) — болгари.
Розподіл населення за віком у 2011 році:
Динаміка населення: